# BLS Cargo
Die BLS Cargo AG (BLSC) mit Sitz in Bern ist ein Unternehmen, das im alpenquerenden Schienengüterverkehr tätig ist, mit Schwerpunkt in der Schweiz, auf den Transitachsen Lötschberg-Simplon und Gotthard. Es transportiert zudem Züge ausserhalb der Schweiz, darunter von und nach Deutschland, den Niederlanden, Belgien und Italien. Aktionäre der BLS Cargo AG sind die BLS AG (52 %), SNCF Logistics (45 %) und Ambrogio Trasporti (3 %).

## Unternehmen

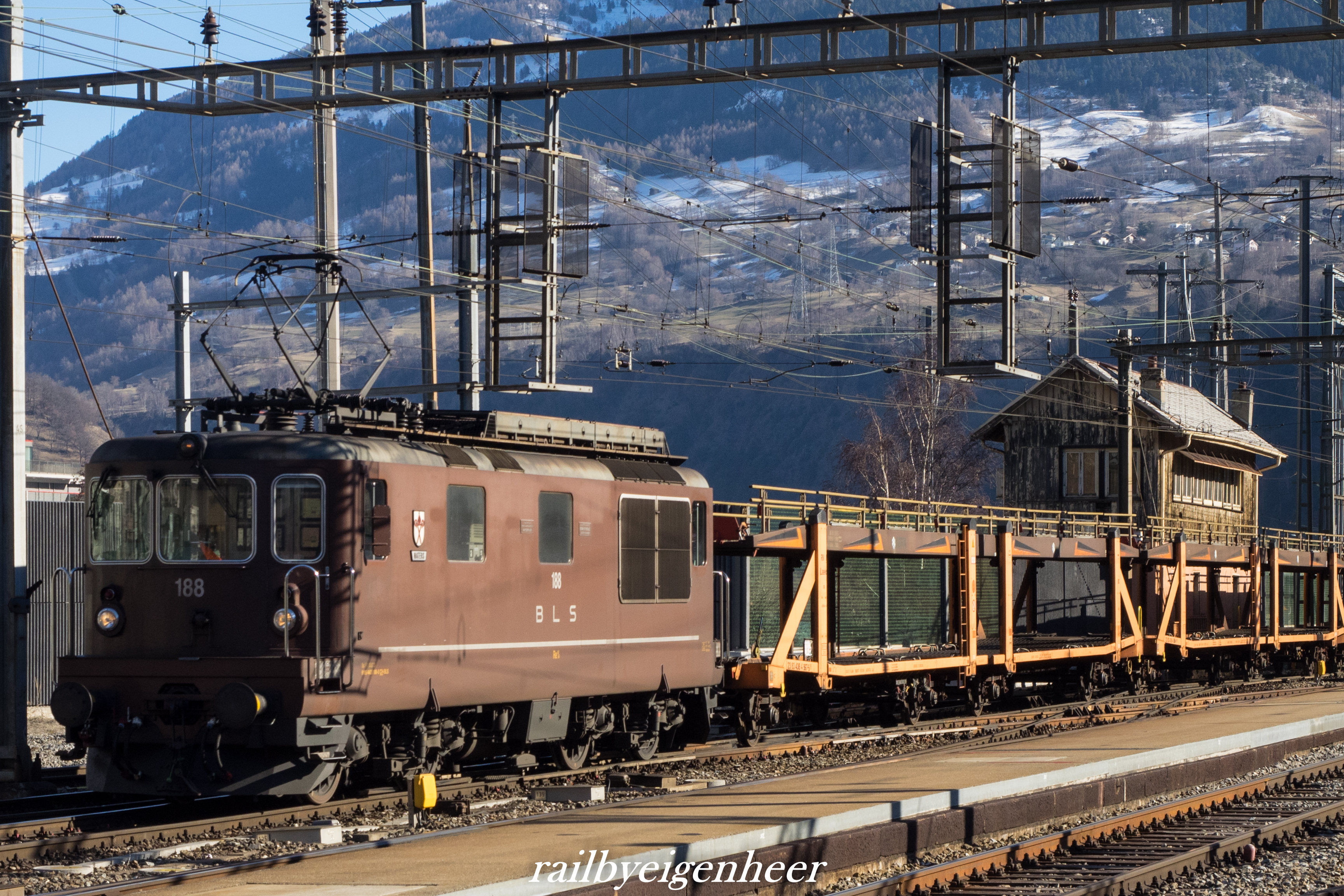
Eine Lok des Typs Re 4/4 von BLS Cargo mit einem leeren Autozug in Brig (CH).

BLS Cargo AG fokussiert sich auf Ganzzüge im kombinierten- und Einzelwagenverkehr im Transit durch die Schweiz. Im Auftrag der «RAlpin AG» führt sie auch Züge der «Rollenden Autobahn». Im Jahr 2020 transportierte das Unternehmen knapp 20'000 Züge und erzielte damit einen Umsatz von 277 Mio. Schweizer Franken.
Den grössten Marktanteil besitzt BLS Cargo auf der Lötschberg-Simplon-Achse mit 45 %. Im Alpentransit verfügt das Unternehmen über einen 27-prozentigen Marktanteil. An letzter Stelle stehen mit einem 8-prozentigen Marktanteil Transporte über die Gotthardbahn. Betrachtet im gesamten Schienengüterverkehr der Schweiz erreicht das Unternehmen einen Markteinteil von rund 26 %. Innerhalb der Schweiz bildet man im Güterverkehr die Hauptkonkurrenz zur SBB Cargo.
Durch den Einsatz von Mehrsystemlokomotiven sowie den 100-prozentigen Tochtergesellschaften BLS Cargo Deutschland und BLS Cargo Italia übernimmt das Unternehmen auch Leistungen in anderen Ländern, darunter von und nach Deutschland, den Niederlanden, Österreich und Italien.
In Bern-Ausserholligen, Chiasso, Domodossola (Italien) und Weil am Rhein (Deutschland) verfügt BLS Cargo über Servicestellen. Dank dieser können technische Kontrollen der Wagen durchgeführt, Bremsproben gemacht sowie auch Zugdaten erfasst werden. An anderen Bahnhöfen wird externes Personal eingesetzt.
Lokführer des Unternehmens sind an den Depotstandorten Spiez, Brig, Bellinzona, Domodossola und Weil am Rhein stationiert.

## Geschichte
Die «BLS Cargo AG» (BLSC) wurde am 3. April 2001 durch die BLS Lötschbergbahn AG gegründet. Als Folge der Liberalisierung im Schienengüterverkehr in der Schweiz, übernahm sie per 1. Juli 2001 das Güterverkehrsgeschäft der BLS. Mit einem Marktanteil von 5 % suchte man im Ausland nach strategischen Partnern. Im Juni 2002 wurde das Aktienkapital erhöht und 20 % an die DB Cargo veräussert; 2,3 % des Aktienkapitals übernahm das italienische Speditionsunternehmen «Ambrogio Trasporti», welches über eigene Terminals in Norditalien verfügte.
Zusammen mit dem Railion-Verbund wurde ein Konzept für den grenzüberschreitenden Verkehr Deutschland–Schweiz–Italien entwickelt; im Juli 2002 wurden hierzu zehn «Traxx F140 AC», mit Länderausrüstungen für die Schweiz und Deutschland, bei Bombardier Transportation bestellt. Mit der Auslieferung als Baureihe Re 485 zwischen Dezember 2002 und Mitte 2003, wurden die verbliebenen Ae 4/4 ausrangiert. Im Mai 2003 wurde der Güterverkehr im freien Netzzugang, mit einem täglichen Zugpaar auf der Gotthardachse wiederaufgenommen, und bis Ende Jahr auf rund 80 Züge pro Woche ausgebaut. Per 1. September 2003 änderte Kooperationspartnerin DB Cargo ihren Namen in «Railion Deutschland». 2004 wurde die Zusammenarbeit mit der DB-Tochter Stinnes Freight Logistics ausgebaut. Im Mai 2004 wurden weitere zehn «Traxx F140 AC» bestellt, und bis zu deren Auslieferung, für sechs Monate baugleiche Lokomotiven von Angel Trains Cargo angemietet. Der Marktanteil in der Schweiz stieg auf über 15 %, im ersten Halbjahr 2004.
Um auch in Italien besser agieren zu können, wurde im Jahr 2006 die BLS Cargo Italia S.r.l. gegründet. Zugleich erhielt die BLS Cargo AG in Deutschland Netzzugang. Da die durch die BLS Cargo durchgeführten Transporte in Deutschland stetig zunahmen, wurde ein Jahr später nach dem deutschen Netzzugang die BLS Cargo Deutschland GmbH gegründet. Im Jahr 2008 erfolgte die Auslieferung mehrerer Mehrsystemlokomotiven der Re 486. Ab diesem Zeitpunkt konnte die BLS Cargo ohne Lokwechsel durch die Länder Deutschland, Österreich, Italien und der Schweiz fahren. Erstmals nach Italien fuhr das Eisenbahnverkehrsunternehmen mit den Loks aber erst im Jahr 2009. Noch im Jahr 2008 wurde der Aktienanteil von der damaligen DB Schenker Rail von 20 % auf 45 % erhört. Der Aktienanteil von IMT AG erhöhte sich um 0,7 % auf insgesamt 3 %. Die BLS kaufte 2014 von DB Schenker Rail den Aktienanteil an BLS Cargo zurück.
Im Jahr 2014 wurde die erste kommerzielle Fahrt mit der Baureihe 187 durch die BLS Cargo durchgeführt. Im Jahr 2015, bestellte die BLS Cargo 15 Vectron-Lokomotiven. 2016 wurde die erste Vectron-Lok an das Eisenbahnverkehrsunternehmen übergeben. Im darauffolgenden Jahr beteiligt sich zusätzlich SNCF Logistics mit 45 % an der BLS Cargo AG.
Obwohl das Unternehmen im Geschäftsjahr 2017 den jemals grössten Umsatz erzielte, fuhr BLS Cargo aufgrund der Sperrung der Rheintalbahn bei Rastatt vom 12. August 2017 bis zum 2. Oktober 2017 einen Verlust von rund zwei Millionen Franken ein.
Die 2019 erworbene Crossrail Benelux NV wurde 2020 vollständig in die BLS Cargo Gruppe eingegliedert. Per 1. September 2025 erhält sie den Namen BLS Cargo Nord NV.
Am Abend des 2. April 2020 hat sich ein schweres Zugunglück auf der Rheintalstrecke bei der Ortschaft Auggen in der Nähe von Freiburg im Breisgau ereignet, als ein Zug der Rollenden Landstraße gegen ein Betonteil einer Brücke geprallt ist. Der Triebfahrzeugführer wurde tödlich verletzt. Es war die Lok der BLS Cargo Re 485 004-6 beteiligt, die bei dieser Kollision einen Totalschaden erlitt.
Im Jahre 2021 erhielt BLS Cargo die europäische Sicherheitsbescheinigung für die Länder Schweiz, Deutschland, Österreich und Italien. Dies ist die Voraussetzung, um Züge in Eigenregie als Eisenbahnverkehrsunternehmen zu fahren.

## Lokomotiven
Damit nationale sowie internationale Transporte problemlos durchgeführt werden können, kommen bei der BLS Cargo mehrere Loktypen zum Einsatz. Fast alle eingesetzten Loks sind mit dem European Train Control System (kurz: ETCS) ausgerüstet.

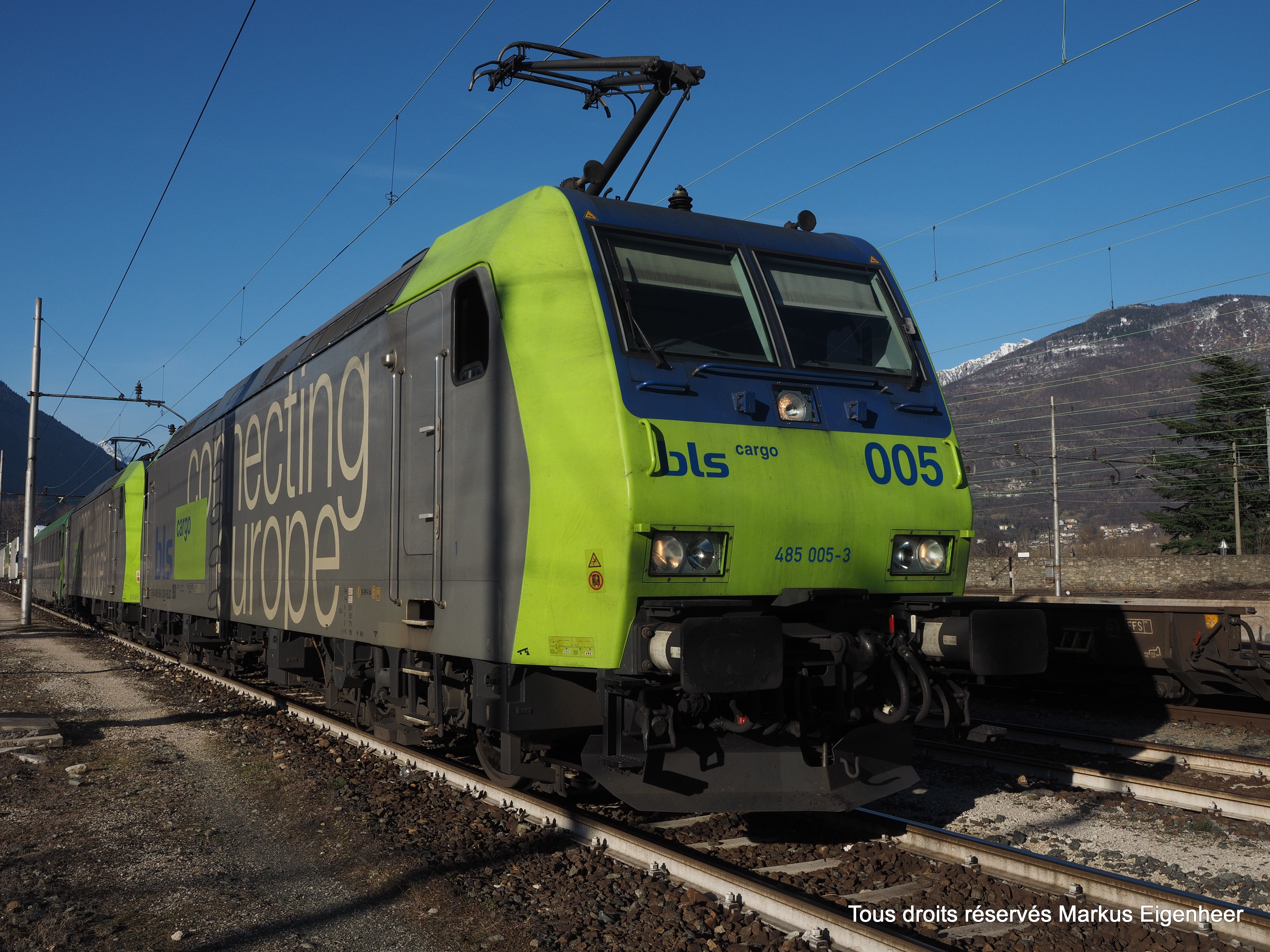
Eine Lok der Baureihe 185 der BLS Cargo in Domodossola (I).

BLS Cargo besitzt folgende Lokomotiven:
| Bezeichnung | Nummerierung | Stückzahl | Indienststellung | Zulassung                    |
| ----------- | ------------ | --------- | ---------------- | ---------------------------- |
| Re 4/4      | 170–182      | 13        | 1964–1983        | CH                           |
| Re 485      | 001–020      | 19        | 2002–2003        | CH, D                        |
| Re 486      | 501–510      | 10        | 2008–2009        | CH, D, I, A                  |
| Re 475      | 401–415      | 15        | 2016–2018        | CH, D, A, I, NL              |
| Re 475      | 416–440      | 25        | 2020, 2024–2025  | CH, D, A, I, NL, B           |
| Re 475      | 441–450      | 10        | ab 2026          | CH, D, A, I, NL, B mit XLoad |

Über den gemeinsamen Fahrzeugpool mit der BLS AG hat BLSC bei Bedarf Zugriff auf weitere Lokomotiven:
| Bezeichnung | Nummerierung | Stückzahl | Indienststellung | Zulassung      |
| ----------- | ------------ | --------- | ---------------- | -------------- |
| Re 4/4      | 183–195      | 13        | 1964–1983        | CH (ohne ETCS) |
| Re 465      | 001–018      | 18        | 1994–1997        | CH             |

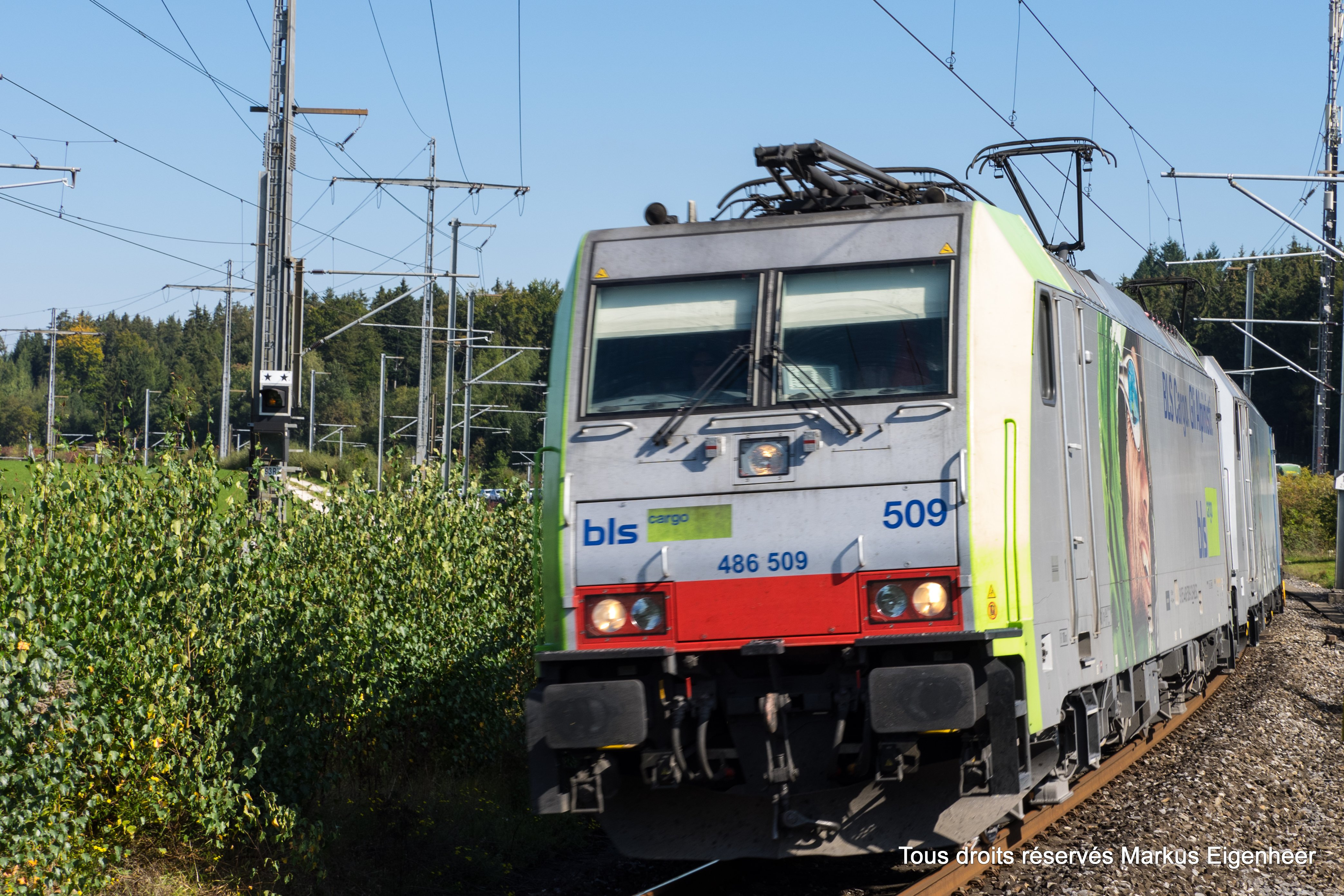
Durchfahrt einer BLS Cargo Lok der Baureihe 186 in Mattstetten (CH).

Weitere Loks sind von Leasingunternehmen angemietet:
| Bezeichnung | Stückzahl | Zulassung       | Eigentümer   |
| ----------- | --------- | --------------- | ------------ |
| BR 185      | 4         | D, A, CH        | Alpha Trains |
| BR 186      | 9         | D, A, CH, I, NL | Railpool     |
| BR 187      | 3         | D, A, CH        | Railpool     |
| BR 193      | 6         | D, A, CH, I, NL | BRCE         |
| BR 193      | 4         | D, A, CH, I, NL | Hupac        |